# Brentwood Film Corporation
Brentwood Film Corporation est une société qui a été créée à l'occasion du tournage du film Le Tournant de King Vidor (1919).
Dans son autobiographie, Vidor raconte qu'un dentiste adepte de la Science chrétienne lut le scénario de ce film et accepta de le financer avec un groupe de ses amis médecins. La société de production prendra d'ailleurs le nom du club de golf de ces médecins à Brentwood (Californie).
Cette société ne dura que quelques mois.

## Filmographie
- 1919 : The Turn of the Road de King Vidor
- 1919 : Better Times de King Vidor
- 1919 : The Other Half de King Vidor
- 1919 : Poor Relations de King Vidor
- 1920 : Heart of Twenty de Henry Kolker
- 1920 : Bright Skies de Henry Kolker
- 1920 : The Third Generation de Henry Kolker